# Scrooby
Scrooby – wieś w Anglii, w hrabstwie Nottinghamshire, w dystrykcie Bassetlaw. Leży 52 km na północ od miasta Nottingham i 220 km na północ od Londynu.